# Pero curvistigma
Pero curvistigma là một loài bướm đêm trong họ Geometridae.